# Хамонтон (Њу Џерзи)
Хамонтон (енгл. Hammonton) град је у америчкој савезној држави Њу Џерзи. По попису становништва из 2010. у њему је живело 14.791 становника.

## Демографија
Према попису становништва из 2010. у граду је живело 14.791 становника, што је 2.187 (17,4%) становника више него 2000. године.
| Група             | 2000.          | 2010.          |
| Белци             | 10.292 (81,7%) | 10.938 (74,0%) |
| Афроамериканци    | 219 (1,7%)     | 444 (3,0%)     |
| Азијати           | 144 (1,1%)     | 203 (1,4%)     |
| Хиспаноамериканци | 1.876 (14,9%)  | 3.096 (20,9%)  |
| Укупно            | 12.604         | 14.791         |